# Shounen Shoujo
Singles de Miliyah Katō
You...
(2014) Piece of Cake -Ai wo Sakebou-
(2015)
Shounen Shoujo est le 31esingle de Miliyah Katō, sorti sous le label Mastersix Foundation le 14 janvier 2015 au Japon. Il arrive 27e à l'Oricon. Il se vend à 1 776 exemplaires et reste classé 3 semaines pour un total de 2 569 exemplaires vendus en tout.

## Liste des titres
| 1. | Shounen Shoujo (少年少女)                |  |
| 2. | Higher                                   |  |
| 3. | Fashion                                  |  |
| 4. | Shounen Shoujo (Instrumental) (少年少女) |  |

| 1. | Shounen Shoujo (Music Vidéo) (少年少女) |  |